# Ada Kourí Barreto
Ada Kourí Barreto (1917, La Habana, Cuba – 11 de julio de 2005, Roma, Italia) fue una  cardióloga cubana. Fue la esposa del ministro de Exteriores Raúl Roa García y madre del diplomático cubano Raúl Roa Kourí.
Kourí era la hija mayor de los siete vástagos, hija de la doctora Josefina Barreto y del  cirujano y profesor de medicina en la Universidad de La Habana,  Juan Bautista Kourí Esmeja. Sus hermanos eran Josefina, Marta Alicia, Silvia Margarita, Juan, Julio, y Nejhie Kourí-Barreto.
De joven fue militante del Ala Izquierda Estudiantil, y después de la huelga de marzo de 1935 se unió a su marido en el exilio, en la ciudad de Nueva York. Después del 10 de marzo de 1952, tomó parte en el movimiento anti-Batista como médica, al cuidado de los combatientes irregulares, y otras tareas de Resistencia Cívica.
Durante los primeros años de la Revolución fue la directora del Instituto de Higiene de Cuba; donde desarrolló la primera casa de animales de experimento y la creación de vacunas antitíficas y contra la viruela. Como  cardióloga, fue una de las partícipes en esos campos, donde trabajó  hasta la edad de 75.
Murió en Roma, donde acompañaba a su hijo Raúl Roa Kourí, a tomar posesión de la Embajada de Cuba ante la Santa Sede, víctima de un paro cardiorrespiratorio, a la edad de 88.
Fue miembro de la Federación de Mujeres Cubanas (FMC) y el Comités de Defensa de la Revolución (CDR).